# Pachypanchax varatraza
 Pachypanchax varatraza és una espècie de peix de la família dels aploquèilids i de l'ordre dels ciprinodontiformes.

## Morfologia
Els mascles poden assolir els 6,8 cm de longitud total.

## Distribució geogràfica
Es troba a Madagascar.